# Редактор-консультант
Редактор-консультант — журналіст, що здійснює збір і надання специфічної інформації для певного видання.
На відміну від редактора, що працює у виданні на щоденній основі, редактор-консультант надає інформацію для видання напіврегулярно та має менший стосунок до коректування, ілюстрування на загального вектору роботи видання.
Редактори-консультанти є дещо незалежнішими; їм надається можливість мати свої власні преференції щодо матеріалу, який їм потрібно підготувати, і їм не завжди потрібно пітчити свої ідеї головному редакторові. Хоч редактор-консультанти і є підпорядкованими векторам роботи і загальному баченню головного редактора чи виконавчого редактора, часто вони стають джерелом нових ідей для інших авторів.